# Friedrich Wilhelm Dunckelberg

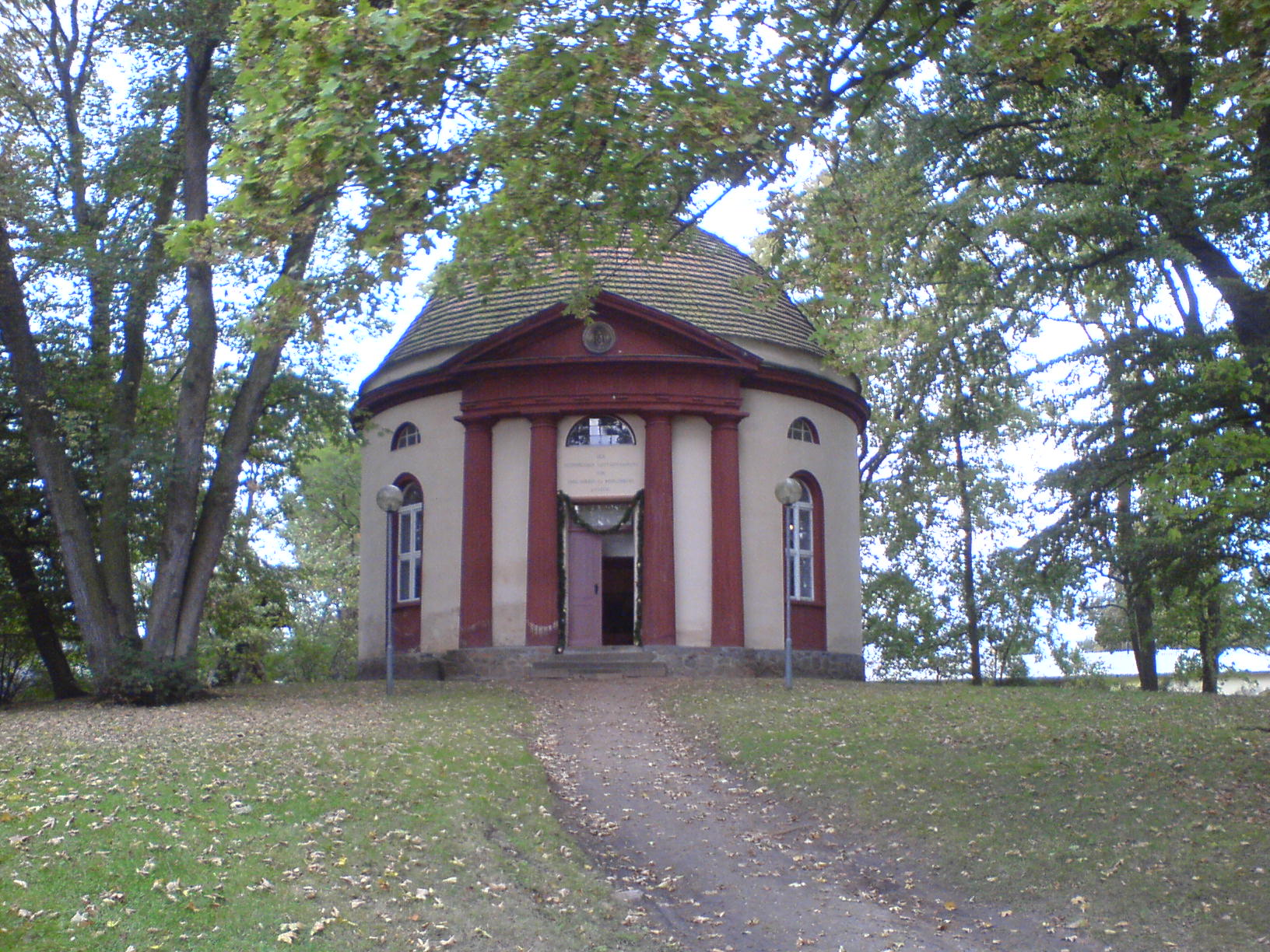
Schlosskapelle Hohenzieritz (1806)

Friedrich Wilhelm Dunckelberg, auch: Dunkelberg (* 3. November 1773 in Görzke, Herzogtum Magdeburg; † 12. Februar 1844 in Neustrelitz, (Teil-)Großherzogtum Mecklenburg-Strelitz) war Kammeringenieur (Ingenieur des Kammer- und Forstkollegiums) und Baumeister in Mecklenburg-Strelitz.

## Biographie
Dunckelberg erlernte nach Abschluss der Schule das Baufach und vervollkommnete sein Wissen unter Oberbaurat Philipp François Berson und Bauinspektor Bernhard Matthias Brasch beim Wiederaufbau der 1787 abgebrannten Stadt Neuruppin. Anschließend besuchte er Vorlesungen des Oberbaudepartements, der späteren Berliner Bauakademie, wo Friedrich Gilly, Jacob Wilhelm Mencelius, Johann Albert Eytelwein, Joachim Ludwig Zitelmann seine Lehrer waren. 1795 bestand er sein Examen als Feldmesser, legte jedoch nicht das architektonische Examen ab, welches seine Beschäftigung im Baufach zugelassen hätte. Danach wurde Dunckelberg der magdeburgischen Kriegs- und Domänenkammer überwiesen, die jedoch kaum Arbeit für ihn hatte. 1798 erklärte er sich bereit, eine Anstellung in Neuostpreußen anzunehmen, woraus jedoch nichts wurde. Schließlich bewarb er sich 1801 erfolgreich auf eine Stelle als Kammeringenieur (Feldmesser) in Mecklenburg-Strelitz. 1806 wurde er zum Landbaumeister befördert, arbeitete neben Christian Philipp Wolff und seinem Schwiegersohn Friedrich Wilhelm Buttel ab den 1820er Jahren nur wenig im Baufach.

## Werke
- Altes Gymnasium Carolinum in Neustrelitz
- Bautätigkeit in Hohenzieritz: Kruggehöft (1802)[1][2], Rundkirche, Schmiede
- Rundkirchen in Gramelow (1806) und Dolgen
- Fleether Mühle[3] bei Mirow
- Dorfkirche Rödlin[4]
- Beteiligung an der Erbauung des Kammerkanals sowie an der Kanalisierung der Havel